# Parque Cuscatlán
El Parque Cuscatlán está localizado en la ciudad de San Salvador, El Salvador. El área comprende sitios de interés como el Museo Tin Marín, la Sala Nacional de Exposiciones "Salarrue" y el Monumento a la Memoria y la Verdad. Además de ser sitio de esparcimiento familiar, en el lugar se desarrollan diferentes exposiciones y conciertos musicales, especialmente durante las fiestas patronales de la capital, asimismo es sede del Grupo Scout 51 "Huellas de Cuscatlán. Fue inaugurado en el 1° de marzo de 1939.

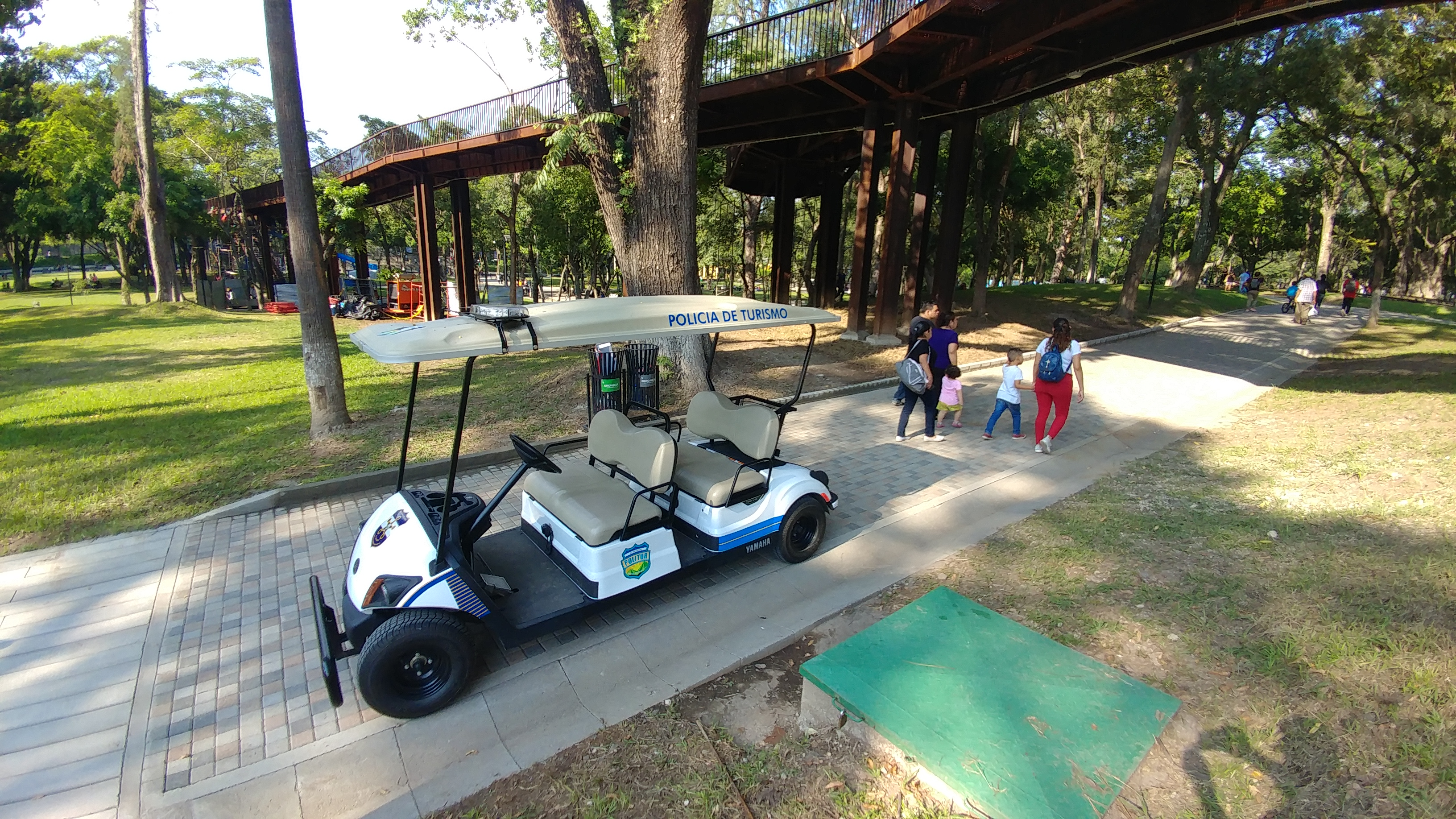
parte de la seguridad del parque Cuscatlán

## Historia
CUSCATLAN en lengua náhuat significa (Tierra de Collares, proviene de las palabras Kuskat que significa collar y Tan que significa tierra )
En 1935, al Sur del Hospital Rosales comenzó a tomar forma un nuevo proyecto constructivo. Al principio se habló de que sería la sede del nuevo Jardín Botánico, pero pronto esa idea fue descartada, al saberse que el trazado y desarrollo constructivo le habían sido encomendados a la Junta de Fomento de San Salvador.
Un primer aspecto que hubo que tratar en aquellas diez manzanas proyectadas fue su saneamiento, pues la zona había sido destinada durante años para albergar a los enfermos de los Hospitales cercanos.
Dos años más tarde, el proyecto avanzaba con lentitud. En su memoria anual correspondiente, el gobierno nacional informaba que ya se había procedido a edificar algunas barandas de cemento, trazar jardines, construir sistemas de drenaje y alcantarillado y otras obras.
No fue sino hasta que el presidente de ese entonces leyó su discurso anual ante la Asamblea Legislativa, en el Salón Azul del segundo nacional, en febrero de 1939, cuando de la voz del propio gobernante salió el nombre real de aquella edificación: Parque Infantil Cuscatlán, bajo ese nombre sería inaugurado el primer día de marzo de ese mismo año.

## Características
El parque ofrece a los visitantes las siguientes atracciones:
- Pantallas de bienvenida
- Centro cultural llamado El Trébol
- Salones para prácticas musicales
- Auditorio para 300 personas sentadas con cabina de sonido, luces y pantallas
- Piscina de arena para los niños
- Sala Nacional de exposiciones interior y exterior

- Pérgolas
- áreas de descanso

- áreas de pic nic

- senderos
- pasarelas
- Cancha de futbol
- Cancha de basketball
- Boga extremo (saltar obstáculos)
- Gimnasio urbano
- Gimnasio parkour
- Monumento a la Memoria y la Verdad
- 20 Cámaras de vigilancia
- Wi Fi Gratis
- Iluminación total y LED acorde al medio ambiente
- Áreas para adultos
- Áreas para jóvenes
- Áreas para niños
- Área de ciclismo
- Unidad ciclista de Policía
- Patrullas de Turismo
- Basureros ecológicos (clasificación)

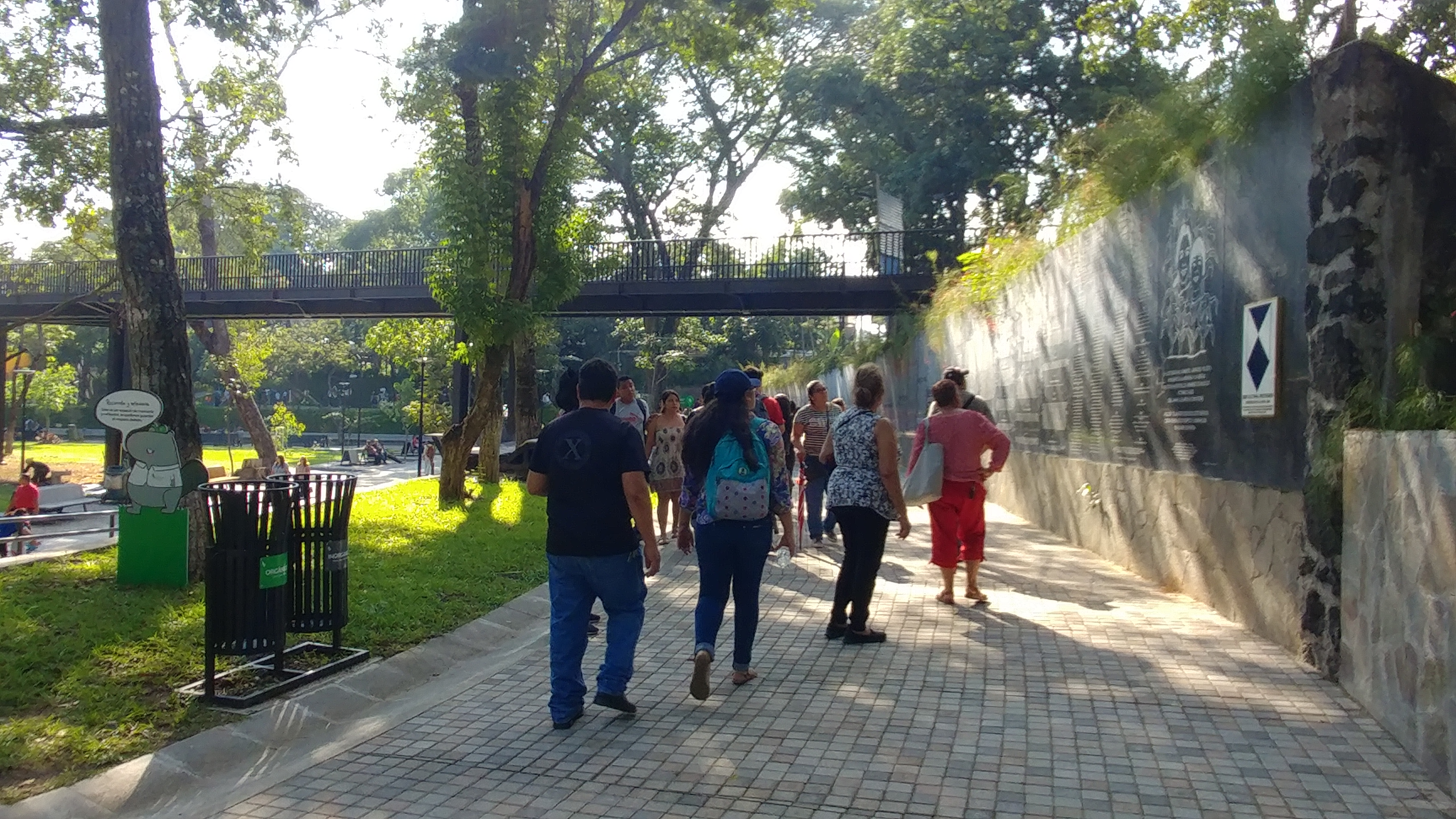
Monumento a la Memoria y la Verdad

- Señalizado 100%
- Punto de atención social (PAS)
- 3 cuerpos de seguridad

## Reinauguración
El presidente de la república junto al alcalde de San Salvador, abrieron las puertas del recién remodelado Parque Cuscatlán en la ciudad capital este parque tiene estándares y un nivel como los de primer mundo, aseguró el presidente.
El alcalde de la ciudad capital señaló que con toda la renovación del Parque Cuscatlán "ahora es el mejor espacio público del país y de la región". Está ubicado en una de las vías más transitadas, tanto de día como de noche. "Es el corazón de la renovación de la ciudad", insistió el alcalde. Finalmente, el empresario altruista recordó la importancia de alimentar las esperanzas de las personas y hacerlas realidad. "Aún creo, en lo profundo de mi corazón, en el potencial de El Salvador. En demostrar a los vecinos, al mundo y en casa que el futuro no tiene que parecerse al pasado", expresó el empresario. "La gente necesita ver el cambio y creer que es posible", agregó.

## Precio de la entrada
La entrada al Parque Cuscatlán es completamente gratis para todo público. En el lugar hay Puntos de Atención Social (PAS), áreas donde se encontrarán una oficinas de la Policía Nacional Civil (PNC), una de la Policía de Turismo, otra del Cuerpo de Agentes Metropolitanos (CAM) y un sistema cerrado de cámaras de vigilancia. Se permite el ingreso de alimentos, se permite tomar fotografías, tomar vídeos, las mascotas son permitidas con correa solo en los senderos del parque (en las pérgolas está prohibido). Los dueños deben de portar bolsas para recoger el excremento de su mascota, los drones están prohibidos dentro del parque. El estacionamiento del Museo Tin Marín tiene un costo de $1.00 por hora o fracción.

## Horarios
El parque está abierto de lunes a domingo y tiene los siguientes horarios:
- Horario del Parque Cuscatlán
- 5:00 a. m. – 7:45 p. m. Horario interior
- (Parqueo Museo): 8:00 a. m. – 7:00 p. m.

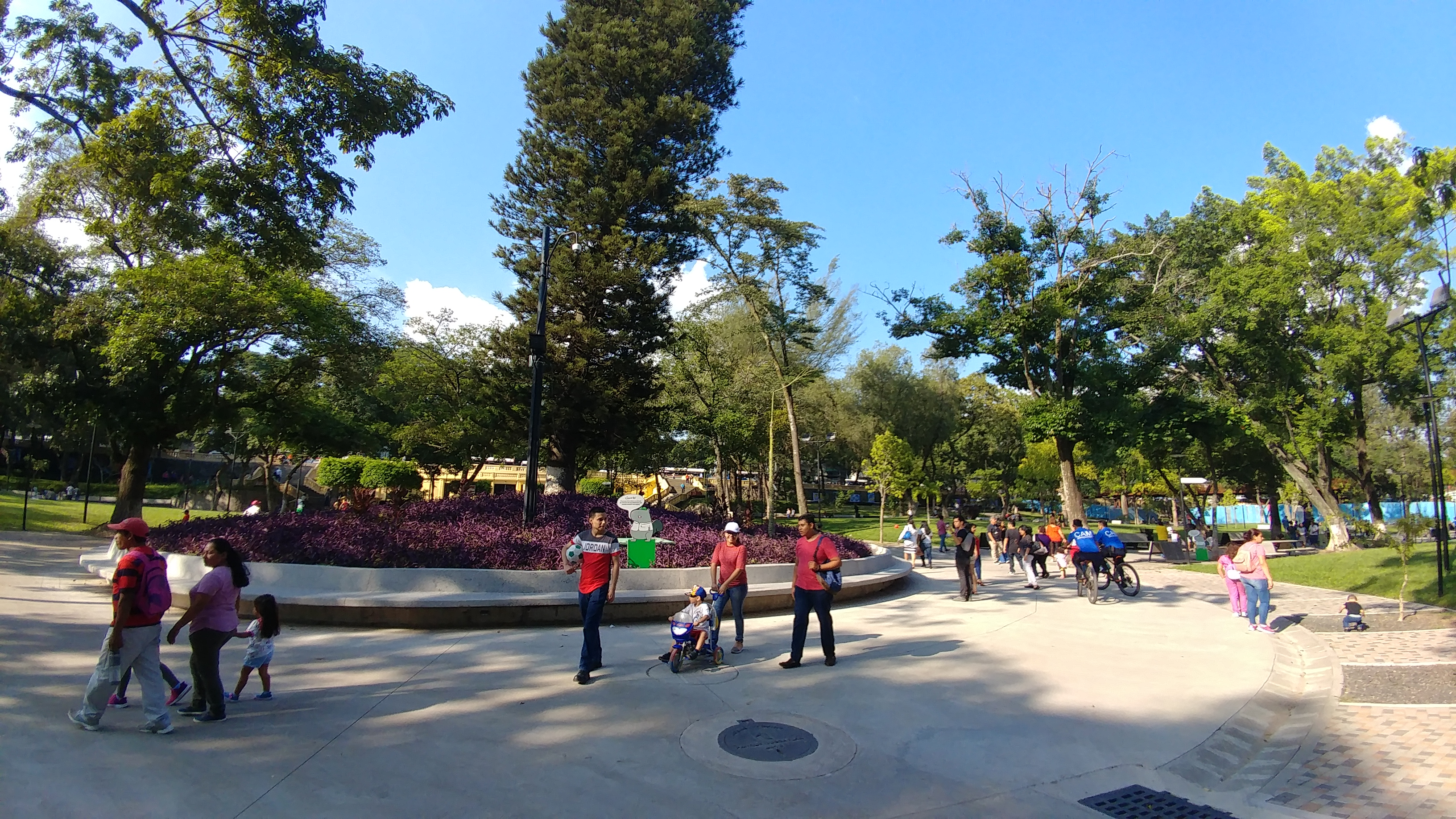
panorámica de parte del centro del parque Cuscatlán

## Cómo llegar
La ubicación exacta del parque Cuscatlán es alameda Roosevelt, 25ª av. Sur, 6ª - 10.ª calle Poniente, San Salvador. Consta de tres entradas, una ubicada sobre la alameda Roosevelt, otra por la 25 avenida Sur y la última por la 6ª - 10.ª calle Poniente. Para llegar puede abordar la ruta 3, 4, 42, 52, 101B, 26 y 7 que le deja a escasos metros del parque.
El parque cuenta con la asistencia de la fundación Parque Cuscatlán y dispone de todo lo necesario para su estancia.